# Ferenc Paragi
Ferenc Paragi (ur. 21 sierpnia 1953 w Budapeszcie, zm. 21 kwietnia 2016) – węgierski lekkoatleta specjalizujący się w rzucie oszczepem. Czołowy węgierski oszczepnik przełomu lat siedemdziesiątych i osiemdziesiątych XX wieku. Był rekordzistą świata i Europy. 23 kwietnia 1980 na stadionie w miejscowości Tata uzyskał rezultat 96,72 – dzięki temu poprawił po niespełna 4 latach poprzedni rekord należący do jego rodaka Miklósa Németha.
Podczas Igrzysk XXII Olimpiady w Moskwie w 1980 roku – kilka miesięcy po tym jak pobił rekord świata – uzyskał w kwalifikacjach doskonały rezultat – 88,75 (o prawie 3 metry lepszy od drugiego zawodnika – Wolfganga Hanischa). Dwa dni później – podczas olimpijskiego finału udało mu się osiągnąć tylko 79,52 i zajął 10. miejsce w konkursie.
Rekord świata odebrał mu trzy lata później – 15 maja 1983 roku Amerykanin Tom Petranoff uzyskując wynik 99,72.
Paragi w 1975, 1976, 1977, 1979 i 1982 zdobywał złote medale mistrzostw Węgier.